# Gulhuvad mohua
Gulhuvad mohua (Mohoua ochrocephala) är en tätting i den lilla familjen mohuor som enbart förekommer i Nya Zeeland.

## Utseende och läte
Gulhuvad mohua är en 15 centimeter lång gul fågel. Hanar väger mellan 28 och 32,5 gram och honor väger mellan 23 och 29,5 gram. Hanne har lysande gult huvud och undersida medan ovansidan är gulbrun. Honan och ungfågeln liknar hanen men hjässan och nacken är mer brunaktiga. Hanens sång liknar en kanariefågels.

## Utbredning och systematik
Fågeln förekommer i Nya Zeeland, i skogar på South Island och Stewart Island. Vissa inkluderar vithuvad mohua (Mohoua albicilla) som underart.

### Familjetillhörighet
De tre arterna i familjen mohuor har placerats i ett antal olika familjen inom åren, alltifrån australiska familjer som marksmygar, blåsmygar och taggnäbbar till gråfåglar, visslare (fåglar), mesar, timalior och Sylviidae. DNA-studier visar dock att de tillsammans med de australiska sittellorna utgör en mycket gammal utvecklingslinje som utgör en basal grupp bland kråkfåglar med släktingar, med familjer som gyllingar, vangor, vireor och törnskator. De har därför lyfts ut till en egen familj, Mohouidae.

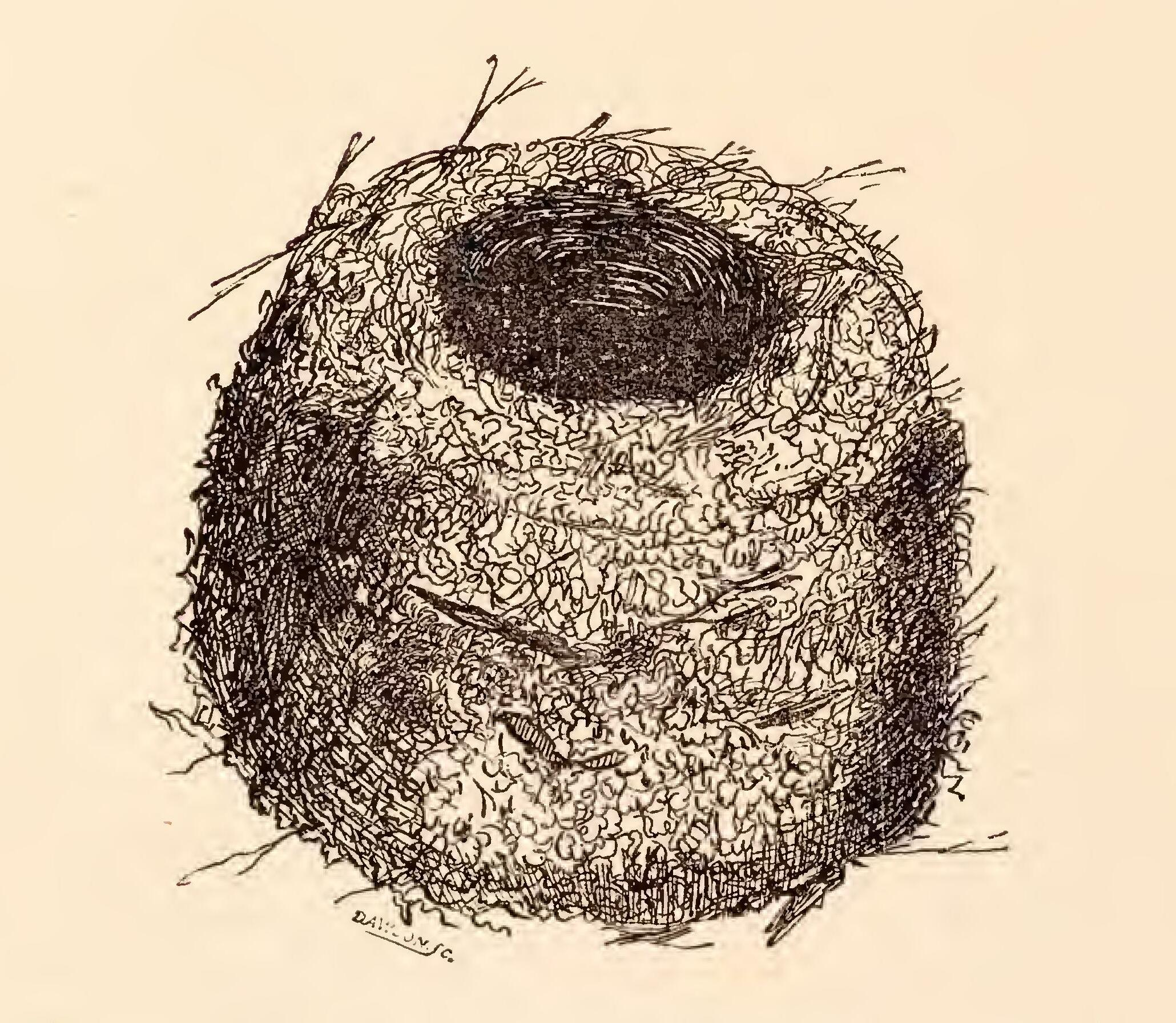
Gulhuvade mohuans bo.

## Levnadssätt
Gulhuvad mohua påträffas i låglänt skog med Nothofagus fusca på flodterrasser, även om den tidigare även förekom i Podocarpus-skogar. Den ses ofta födosöka i ljudliga flockar högt uppe i trädtopparna. Den är huvudsakligen en insektsätare, men kan även inta frukt

### Bo och häckning
Fågeln häckar i små bohål i stora och gamla träd, där den oftast lägger två kullar på tre ägg. Honan ruvar äggen i cirka 21 dagar och efter 6 veckor är ungarna redo att lämna boet.

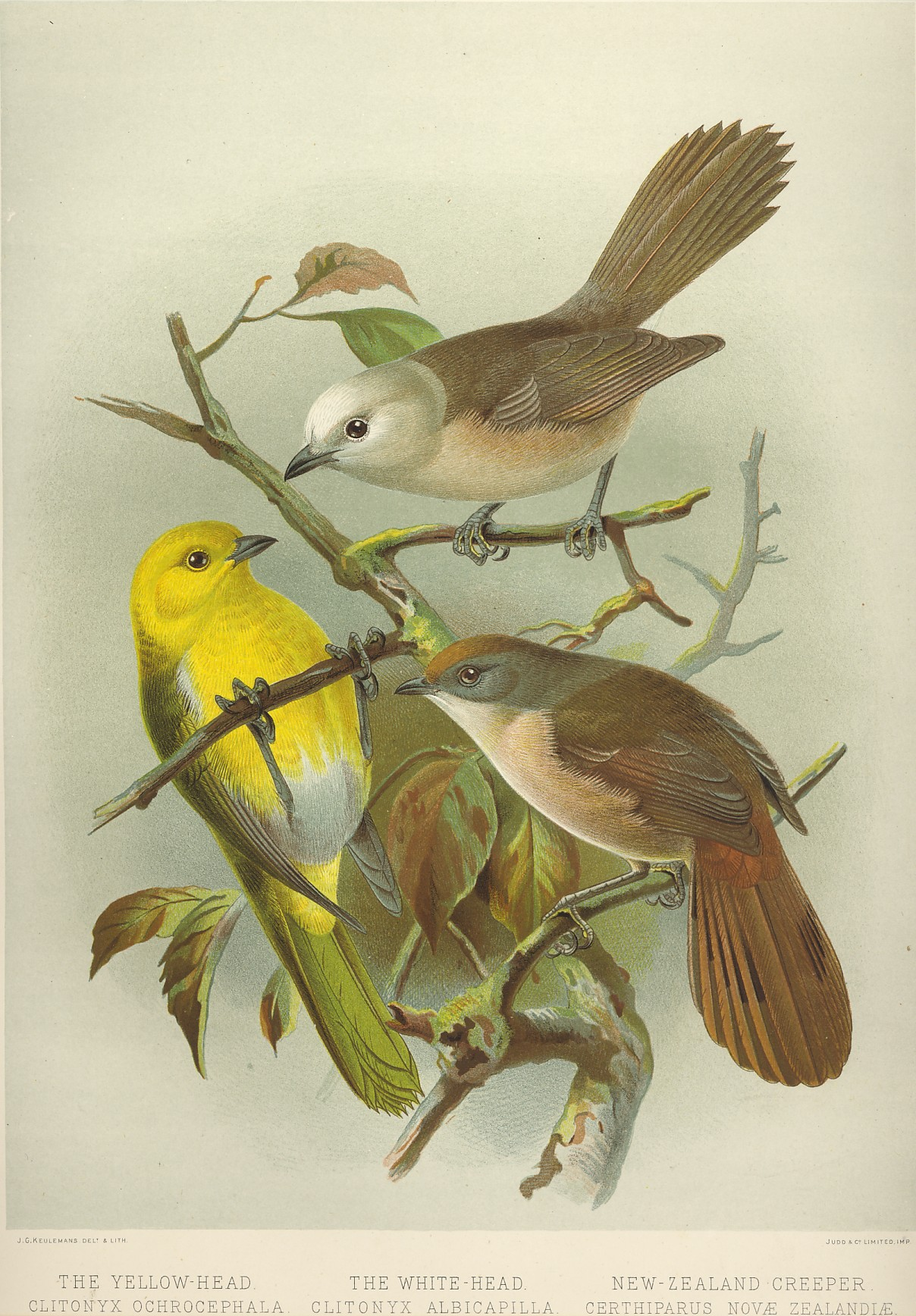
Gulhuvad mohua, vithuvad mohua (M. albicilla) och pipipi (Finschia novaeseelandiae) som tillsammans numera utgör en helt egen familj, Mohouidae.

## Status och hot
Gulhuvad mohua har ett litet och krympande utbredningsområde och en mycket liten världspopulation, 2022 uppskattad till mellan 5 000 och 20 000 vuxna individer. Den har också minskat kraftigt i antal till följd av predation från råttor och hermelin. Internationella naturvårdsunionen IUCN kategoriserar den som nära hotad (EN).

## Namn
Det svenska och vetenskapliga släktnamnet kommer av maoriernas Mohua, Mohuahua och Momohua för gulhuvad mohua.